# Rừng khộp

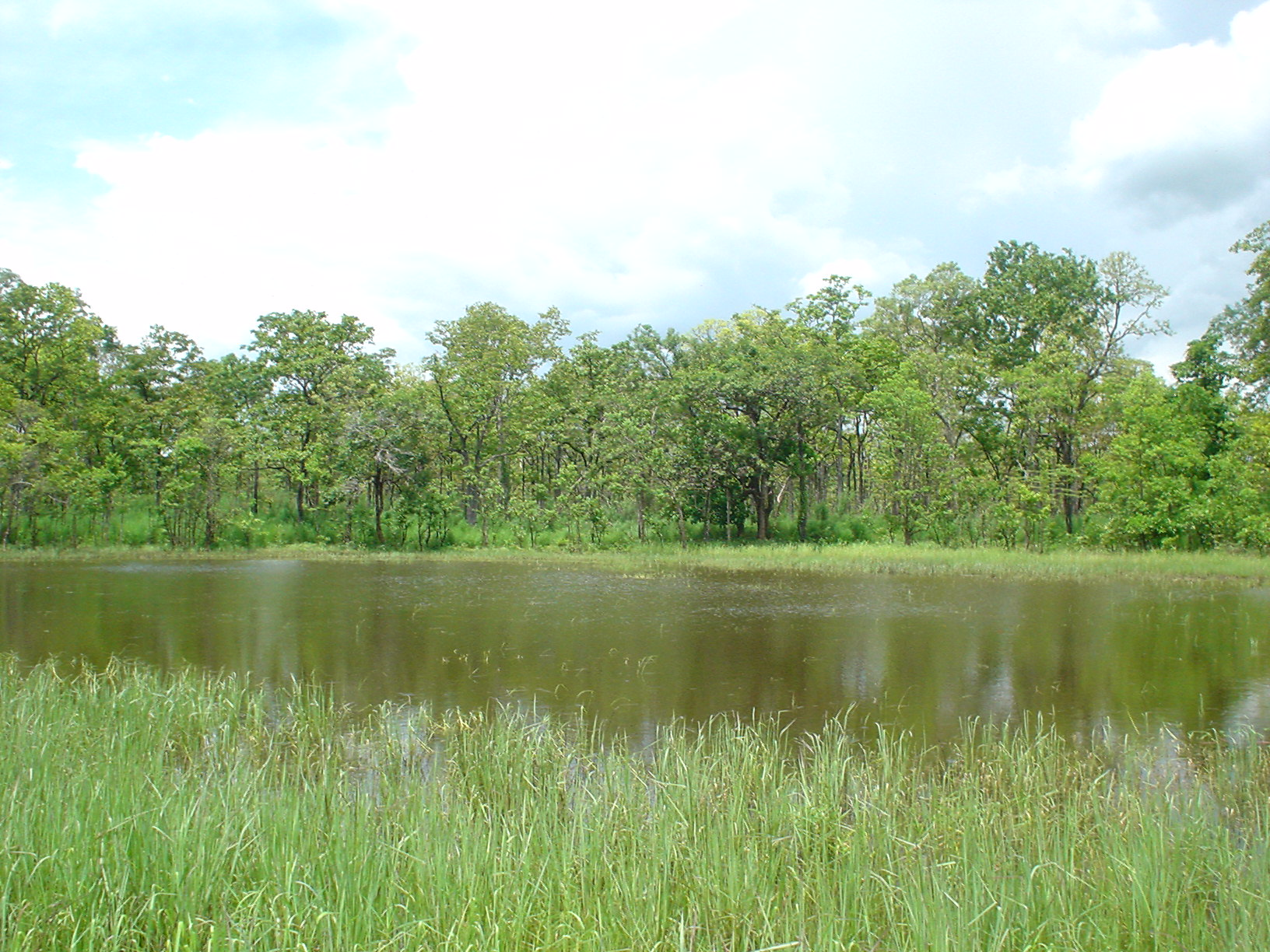
Rừng khộp

Rừng khộp hay còn gọi rừng thưa lá rộng rụng lá theo mùa là loại rừng đặc trưng của một số nước Đông Nam Á lục địa trong điều kiện có một mùa mưa úng nước và một mùa khô khắc nghiệt. Tổ thành rừng khộp với các loài cây thuộc Họ Dầu (Dipterocarpaceae) chiếm ưu thế, rụng lá trong mùa khô.
Về tên gọi" rừng khộp" thì chữ"khộp" là phiên âm từ Tiếng Lào , có nghĩa là nghèo.Vậy "rừng khộp"nghĩa là rừng nghèo. 
Ở rừng khộp, cây rừng phát triển mạnh vào mùa mưa và rụng lá vào mùa khô. Vào mùa khô cây lá rụng nhiều, ở mặt đất lại thường là các loại cỏ, le và cây con mọc dày đặc nên loại rừng này cực kỳ dễ cháy. Tuy nhiên, chính lửa rừng lại là yếu tố tích cực làm quả cây có đủ điều kiện để nảy mầm và tạo nên sức tái sinh mãnh liệt của rừng khộp. Vào mùa khô, rừng trơ trụi lá, đất đai khô cằn, các dòng suối trong rừng hầu hết đều cạn kiệt, nhìn như những khu rừng chết, nhưng chỉ cần có một cơn mưa thoáng qua là cả khu rừng lập tức bừng màu xanh trở lại.

## Rừng khộp ở Việt Nam

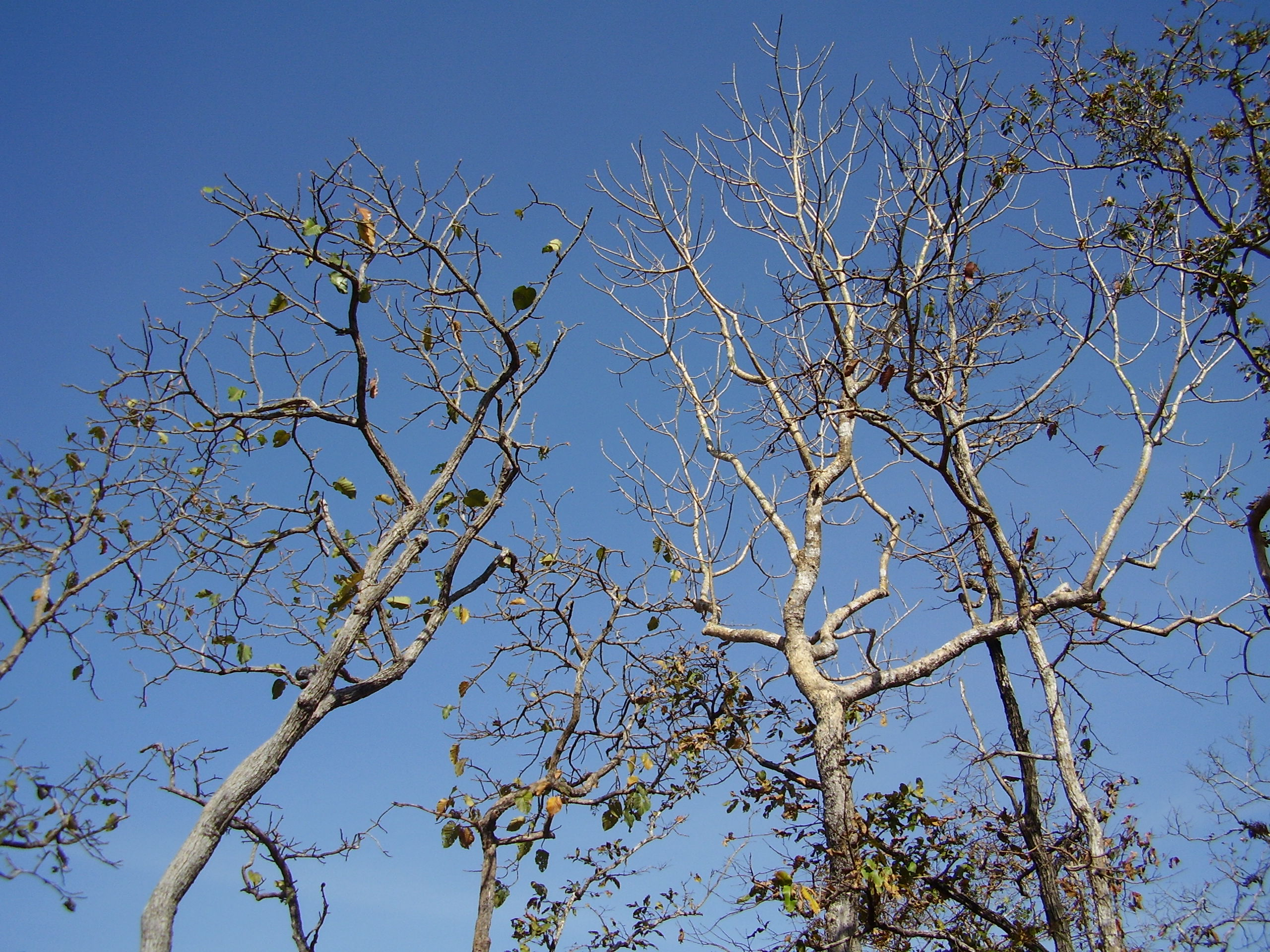
Hình khộp Buôn Ma Thuột vào mùa khô, với đặc trưng cây thưa và rụng lá

Loại rừng thưa và thoáng này thường phân bố ở những vùng có khí hậu chia thành hai mùa rõ rệt. Tại Việt Nam, rừng khộp được phân bố chủ yếu ở Tây Nguyên, vùng duyên hải Nam Trung Bộ và Nam Bộ. Trong đó, Tây Nguyên là nơi có diện tích lớn nhất và đặc trưng nhất với khoảng 500.000 ha phân bố từ Nam cao nguyên Pleiku đến Tây Ninh. Nơi có diện tích rừng khộp lớn nhất nước ta là huyện Ea Súp thuộc tỉnh Đắc Lắc với 357.114 ha. Tầm quan trọng của rừng khộp cũng đã được thừa nhận thông qua việc thành lập VQG Yok Đôn tại huyện Buôn Đôn tỉnh Đắc Lắc. Đây là VQG duy nhất ở Việt Nam bảo tồn loại rừng đặc biệt này.
Rừng khộp tại Việt Nam có cấu trúc tầng tán đơn giản chỉ gồm 2 tầng tán, tầng ưu thế sinh thái gồm các cây gỗ, tầng dưới tán là các cây bụi và cây cỏ. Trong mùa khô nhiệt độ trong rừng khộp sẽ thấp hơn ngoài đất trống là 0,1oC, vào mùa mưa thì ngược lại nhiệt độ trong rừng sẽ cao hơn bên ngoài đất trống từ 0,7 - 1,7oC.
SA7 là một trong những tiểu khu sinh thái quan trọng cần bảo tồn khẩn cấp Theo như WWF (SA7,WWF 2001) nghĩa là rừng khộp ven biển. Hiện tại đang được bảo tồn tại 3 khu vực là Khu bảo tồn thiên nhiên Bình Châu – Phước Bửu, Khu bảo tồn thiên nhiên Tà kóu, Vườn quốc gia Núi Chúa.

## Thư viện ảnh

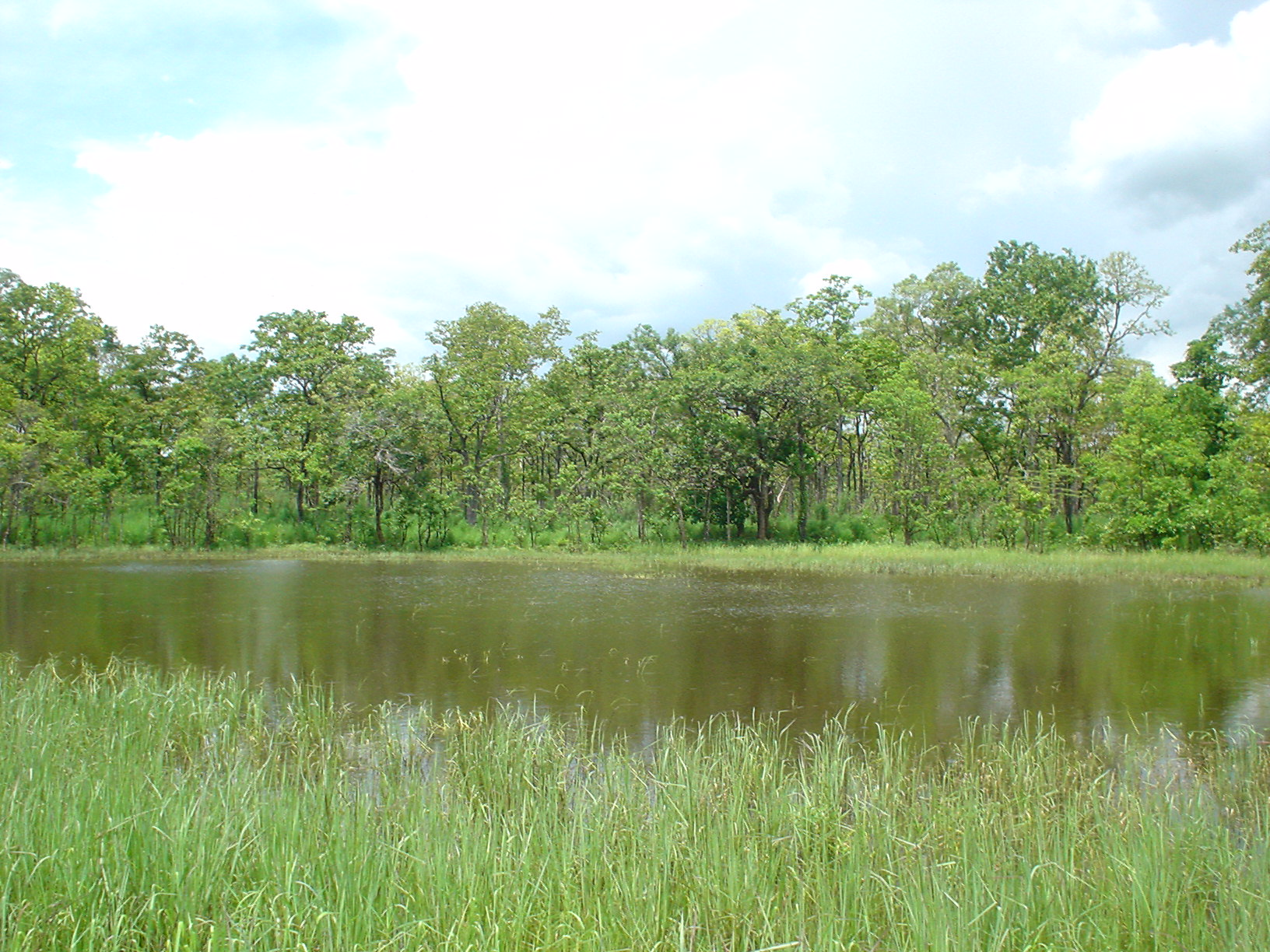
Hồ nước trong rừng khộp mùa mưa
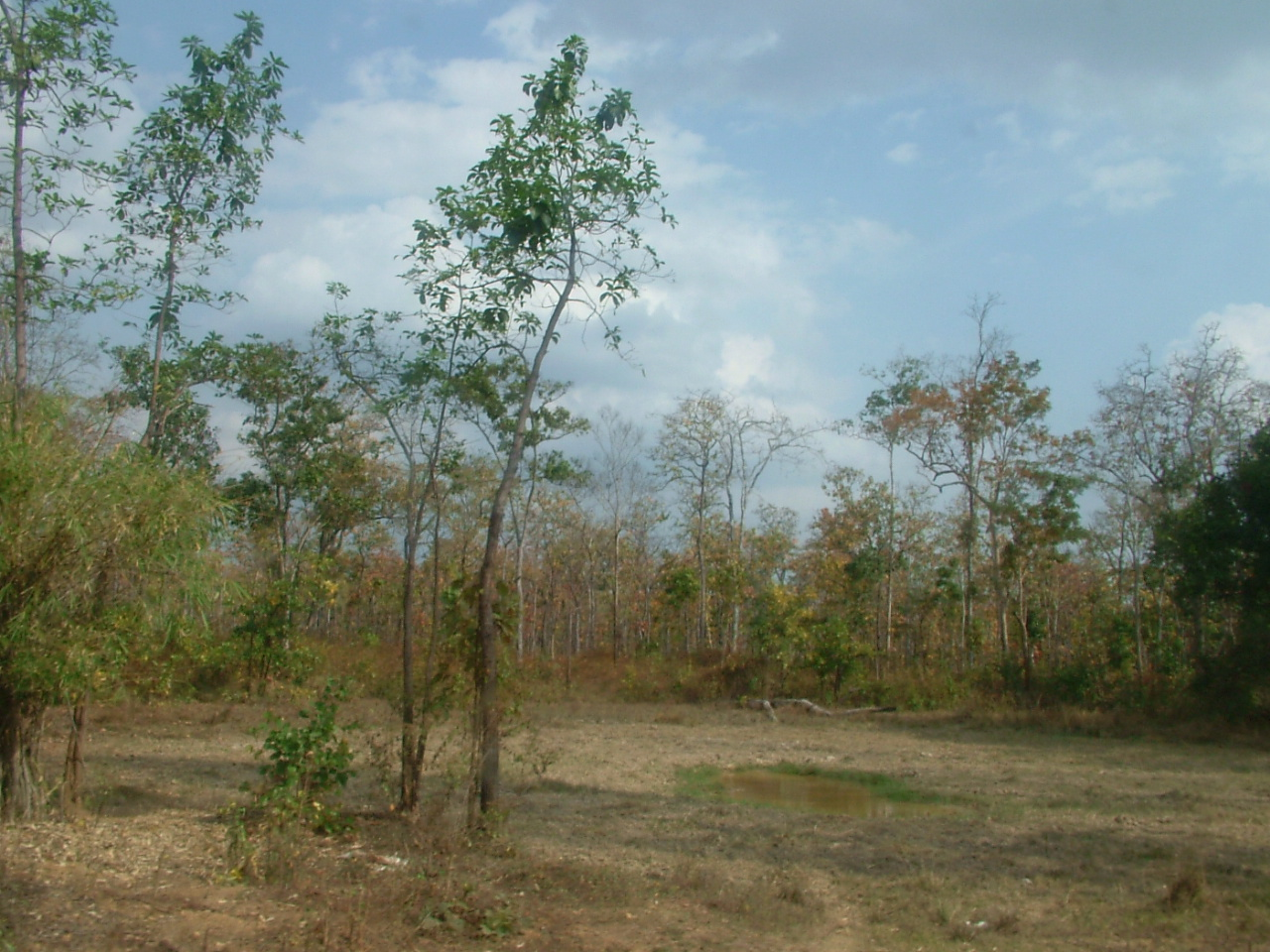
Hồ nước trong rừng khộp mùa khô
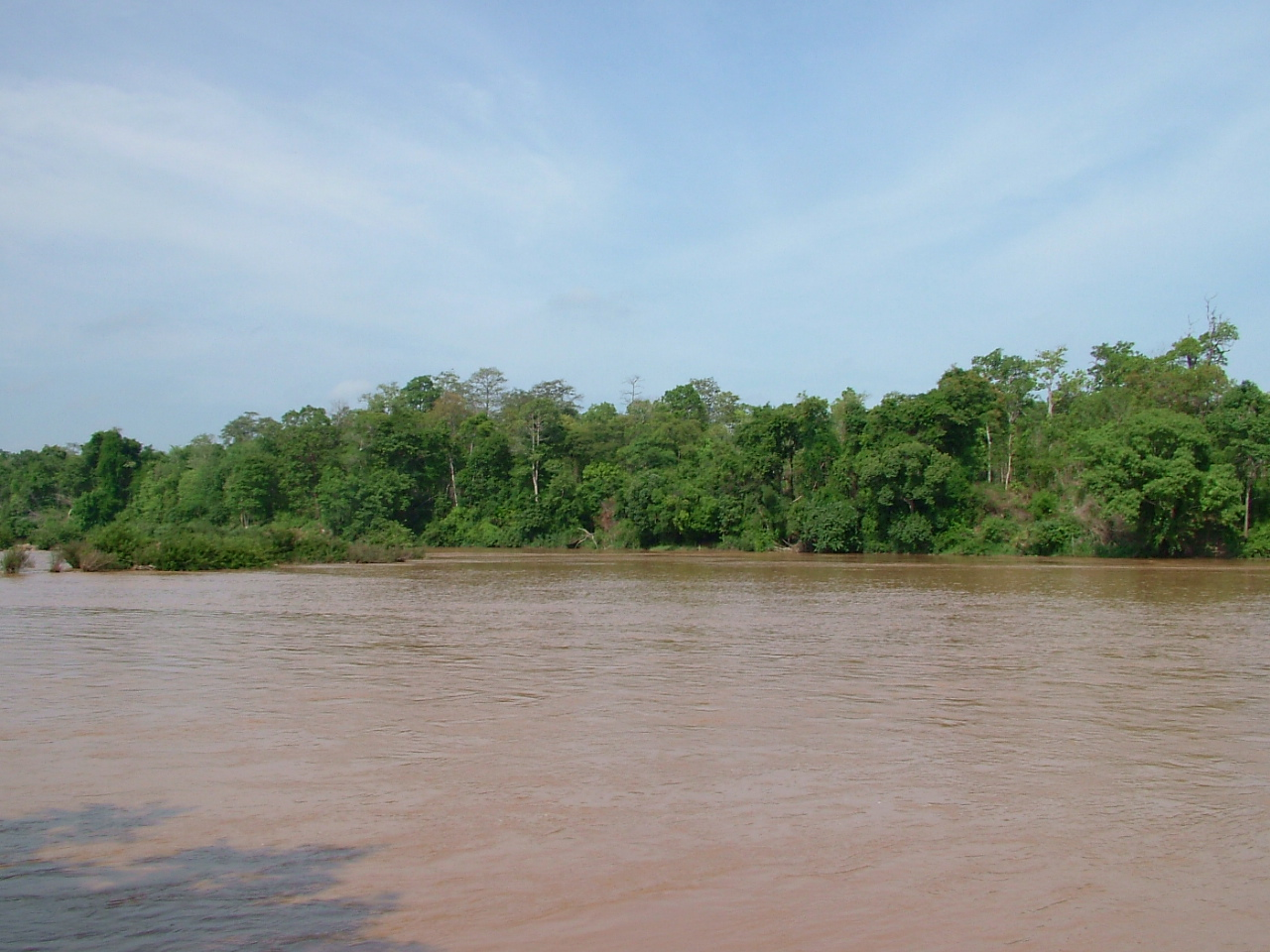
Vườn quốc gia Yok Đôn mùa mưa
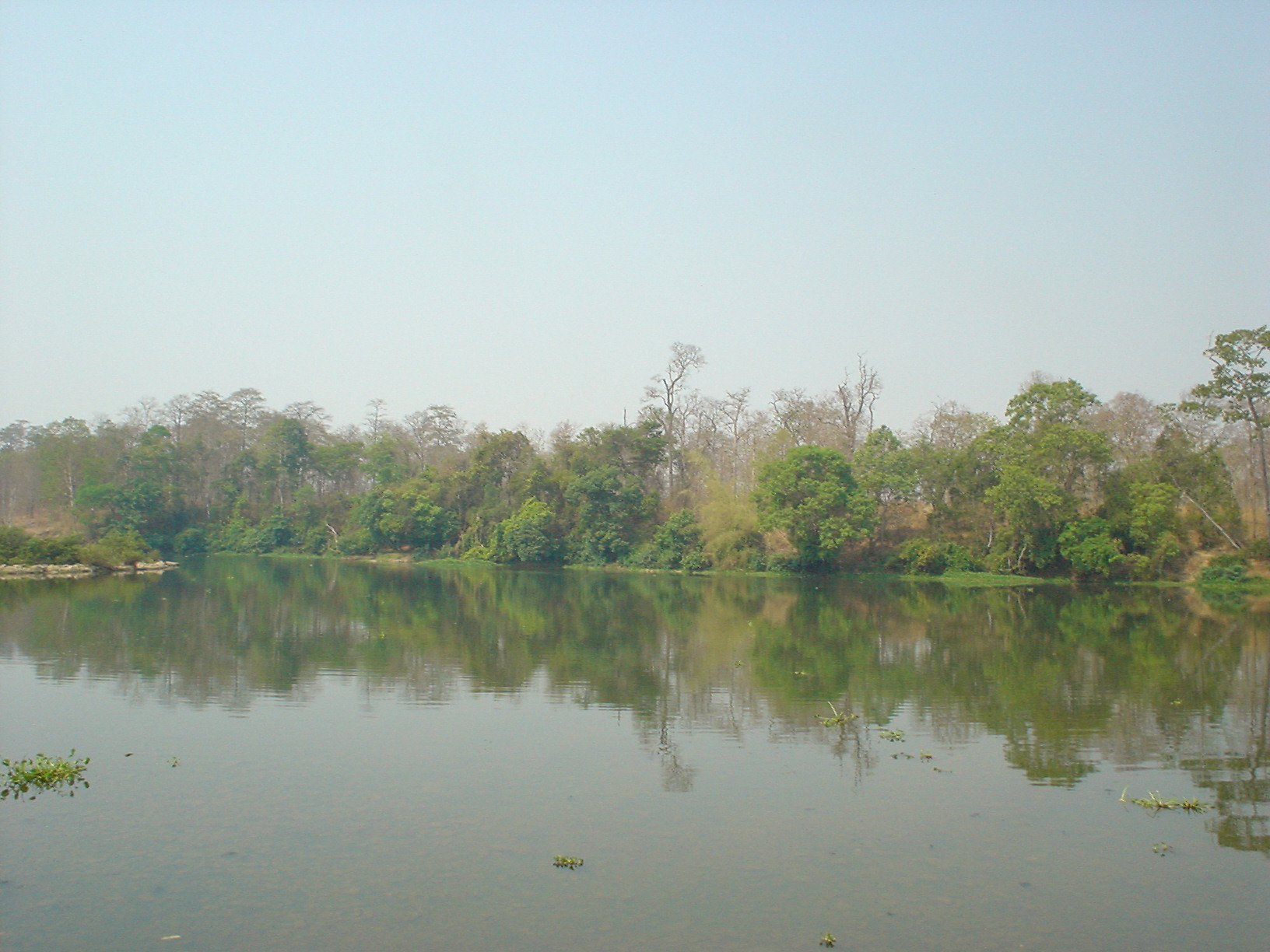
Vườn quốc gia Yok Đôn trong mùa khô Tây Nguyên
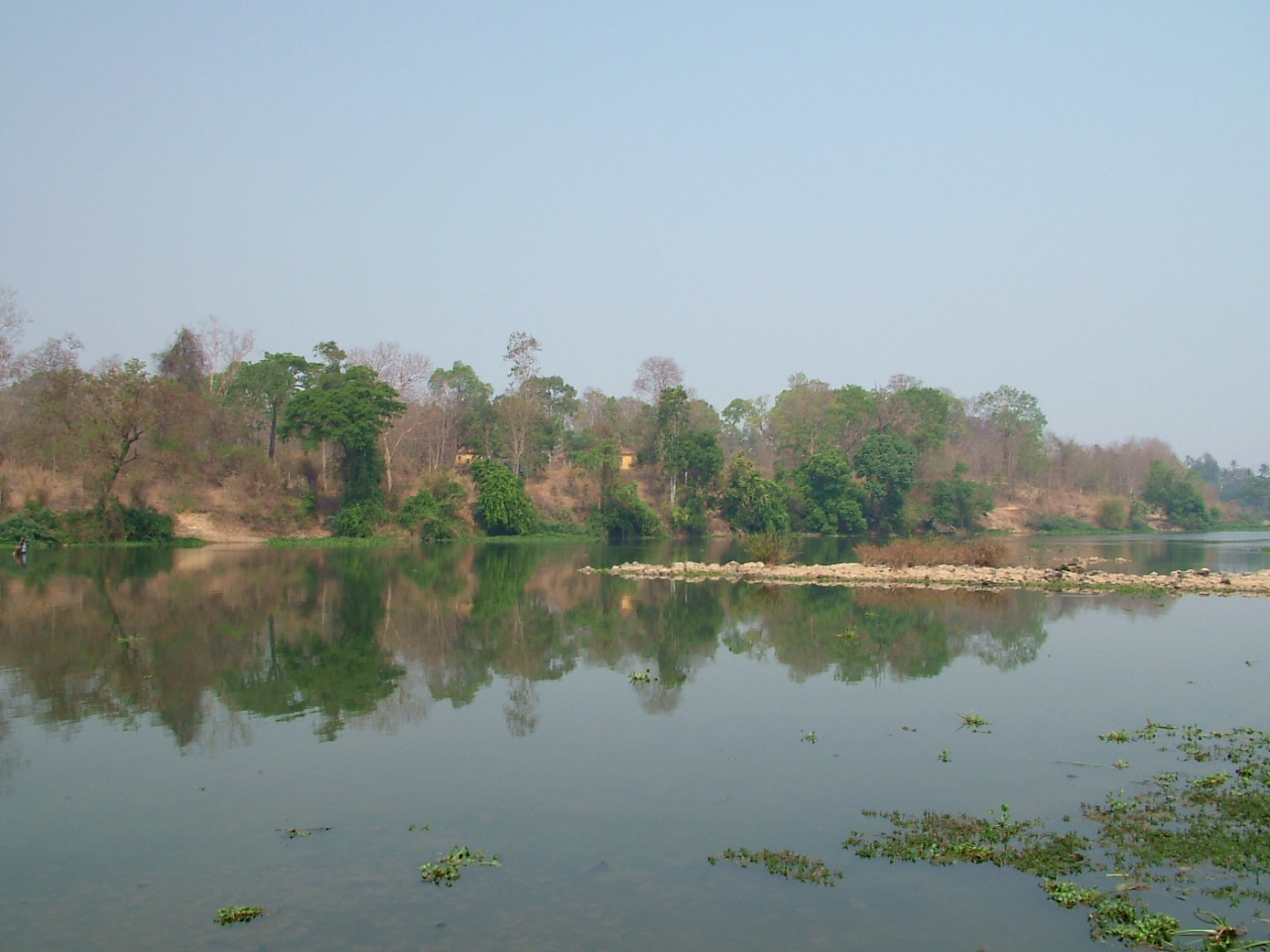
Vườn quốc gia Yok Đôn mùa khô